# 阿加雷斯

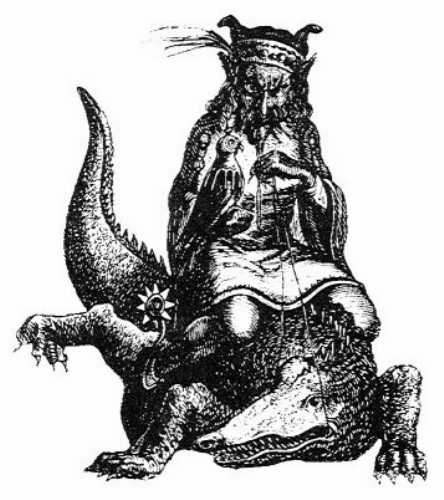
1863年科兰·戴·布兰西 所著《地獄辞典》中的阿加雷斯

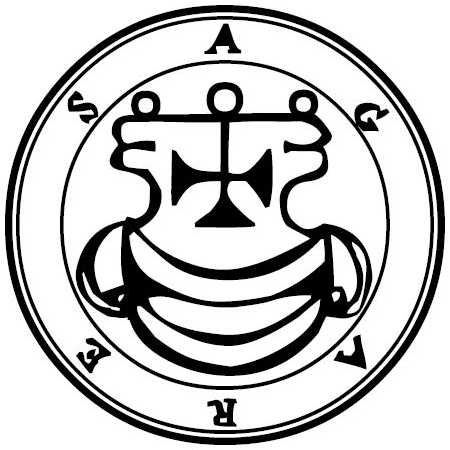
阿加雷斯的標記

阿加雷斯（英語：Agares），是所羅門七十二柱魔神中排第2位的魔神。名为Agreas或者Agares。听命于力天使(Virtues)，他位居東部統治者的麾下。為21位地獄公爵中的頭領者。
根據魔鬼學說，他是一名公爵(或是大公)，統領地獄的東區，率領31個軍團。一般認為其有找尋失蹤者、教導世上存在任何語言與管樂，及有著引發大地震的能力，且樂於教導不道德的情緒表達。同時，他還有能力摧毀他人的尊嚴。以前是力天使的領導者。墮落後他以公爵的身份指揮地獄的31個軍團，稱為變幻公爵。據說他有能預見未來的能力，能道破世間的所有謎題，但是說出來的話卻真假半摻，不能輕易相信。他的力量足以摧毀任何要人，無論是神聖者還是世俗者。
他被描繪為一位騎在鱷魚上的老賢者，說起話來相當有力，並有一隻鷹(或說烏鴉)站在他的拳上。